# Leanne Cahill
Leanne Cahill (* 1977 in Sunderland) ist Kanzlerin der englischen University of Sunderland (UoS). Sie wurde als Nachfolgerin von Emeli Sandé im November 2023 in das Amt eingeführt.

## Leben
Cahill wurde in Sunderland geboren und ist dort aufgewachsen. Sie ist Absolventin der University of Sunderland. Ihre Karriere begann sie als Management-Trainee bei Marks & Spencer und spezialisierte sich später auf Finanzmanagement. Sie hatte Führungspositionen bei Legal & General, Walgreens Boots Alliance und Travelex inne. Beim Einzelhandelsunternehmens Bravissimo war sie ab 2017 Finanzvorstand, bevor sie im Dezember 2020 zur CEO aufstieg. Im Jahr 2023 wurde sie von der UoS mit der Ehrendoktorwürde in Betriebswirtschaftslehre ausgezeichnet.
Im November 2023 wurde sie Nachfolgerin von Emeli Sandé im Amt der Kanzlerin der University of Sunderland.